# Amásia (filho de Arameis)
Amásia (em latim: Amasia; em armênio: Ամասիա) foi um lendário patriarca armênio (naapetes). De acordo com a tradição armênia, preservada principalmente na história de Moisés de Corene, era filho de Arameis e bisneto de Haico, o primeiro patriarca dos armênios.

## Narrativa
Amásia era filho de Arameis, e portanto bisneto de Haico, o primeiro patriarca dos armênios, e irmão de Sarei. Quando seu pai faleceu, assumiu a posição dele como líder dos armênios. Residiu em Armavir, que havia sido fundada por Arameis, e ali teve três filhos: Gelâmio, Fároco (Pharochus; Փառոխ, P’arroχ) e Solácio (Solacius; Ցոլակ, Ts’volak). Depois do nascimento deles, cruzou o rio perto da montanha ao norte de Armavir e construiu ali, perto das cavernas no sopé, duas residências, uma a leste, perto das fontes que fluem pela base da montanha, e outra a oeste. Amásia as legou a seus filhos Fároco e Solácio, que as batizavam como Farracote e Tsolaquerte, respectivamente. Depois disso, Amásia voltou a Armavir, onde governou mais alguns anos até sua morte e sucessão por Gelâmio.